# De Republica
Le De Republica (en français : De la République) est un traité sur la politique, écrit par Cicéron en 54 av. J.-C. L'ouvrage, écrit sous la forme d'un dialogue platonicien, traite de la meilleure forme d'État et de la manière de bien conduire un État. Cette question avait déjà été abordée par les Grecs avec La Politique d’Aristote et La République de Platon. Cicéron applique leurs analyses aux institutions de la République romaine, pour établir que la République du IIe siècle av. J.-C. était la cité la plus proche de l’équilibre idéal formulé par ces théories. Il complètera ce traité par le De Legibus, ouvrage consacré à l’aspect législatif des institutions.
L’ouvrage rédigé en six livres n’est parvenu à l’époque moderne que très mutilé, seule la fin dite du Songe de Scipion fut conservée au cours du Moyen Âge en raison de son mysticisme apprécié des auteurs chrétiens. Le reste de l’ouvrage aux considérations plus politiques n’a pu être reconstitué que très partiellement au début du XIXe siècle.

## Date de l'ouvrage
Cicéron entame la rédaction du De Republica en mai 54 av. J.-C., alors que Rome traverse une crise politique ayant pour origine l’influence des triumvirs Pompée et Crassus, consuls l’année précédente, et Jules César, dont le pouvoir en Gaules venait d’être prolongé. Dans l'Urbs même, les affrontements entre les bandes armées de Clodius et celles de Millon font craindre une nouvelle guerre civile. Le projet de Cicéron est ambitieux, il envisage un traité en neuf livres consacré à l'organisation de la cité et à la définition du citoyen, répartis en neuf jours de discussion tenues en 129 av. J.-C. entre Scipion Émilien et ses amis.
Dans une lettre à son frère Quintus au début de novembre 54, Cicéron indique que son projet est en cours avec deux livres rédigés, qu'il a fait lire à Cn. Sallustius. Sur l'avis de ce dernier, il va remanier son plan et envisage un dialogue entre lui-même et son frère Quintus. La version finale du traité montre une nouvelle orientation et regroupe l'ensemble en six livres, censés s'étaler sur les trois jours de l'entretien dirigé par Scipion Émilien.

## Manuscrits sources
Jusqu’en 1818, on ne connaissait de cet important ouvrage que la conclusion (livre VI) annexée au Commentaire au Songe de Scipion de Macrobe sous le titre de Songe de Scipion (en latin : Scipionis Somnium), et quelques passages fort courts cités par les auteurs chrétiens Lactance (44 citations ou reformulations) et Augustin d'Hippone (50 citations ou reformulations), et des grammairiens comme Nonius Marcellus (94 citations) ou Arusianus Messius, confondu avec Fronton.

### Le palimpsesteVaticanus Latinus5757
Une autre partie du texte fut retrouvée en 1818 par Angelo Mai, préfet de la bibliothèque de manuscrits du Vatican, dans un palimpseste d'un ouvrage d'Augustin d'Hippone, référencé Vaticanus Latinus 5757, copié au début du VIIIe siècle sur les pages lavées et grattées d’un codex du IVe siècle qui contenait le De republica. Grâce à des réactifs chimiques employés comme révélateur, Mai parvint à déchiffrer par-dessous le texte d’Augustin de nombreux fragments du De Republica : une grande partie du premier livre, un long fragment du second, quelques détails du troisième, deux ou trois pages du quatrième et du cinquième, rien du sixième. Des passages entiers restèrent indéchiffrables, et des pages manquantes ou déclassées ajoutent aux lacunes. Mai parvint à reclasser les pages grâce à la numérotation lisible par endroits des livres de Cicéron et de cahiers du manuscrit d’origine. Il ajouta à ce texte les fragments déjà connus et le Songe de Scipion, et put produire une première édition commentée en 1822,.
Les produits chimiques employés par Mai détériorèrent de nombreuses pages, de sorte qu’il fut nécessaire en 1885 de démonter le codex Vaticanus et de stocker chaque page séparément. Une photographie du palimpseste faite à partir de 1903 fut publiée en 1934 par la bibliothèque du Vatican, et une transcription du texte fut fournie par l'école américaine de Rome.
Le texte cicéronien du manuscrit Vaticanus Latinus 5757 se présente en deux colonnes par page, chaque colonne comporte quinze lignes, de neuf à douze lettres chacune, sans séparation des mots. Les lettres ont été calligraphiées en grande onciale par deux copistes, qui, vu les fautes nombreuses, écrivaient sans comprendre. Le texte porte des corrections en petite onciale, probablement faites par un relecteur plus qualifié. L’étude de ces corrections faite en 1874 par A. Strelitz et F. W. Müller en 1878 a montré leur justesse.
Malgré les restitutions du texte, l’ouvrage est encore largement défectueux : les préambules de chaque livre manquent à l’exception de celui du livre V connu par une citation d’Augustin d’Hippone ; des livres entiers sont si mutilés qu'on peut à peine reconnaître le plan complet de l’ouvrage, et des incertitudes demeurent sur la version actuelle notamment pour l’emplacement des fragments de textes cités par les grammairiens. Enfin, on n'a pas trace dans le manuscrit 5757 de la correction d’un terme géographique discutée entre Cicéron et Atticus dans une lettre d’avril 50.

### Le livre VI et le Songe de Scipion

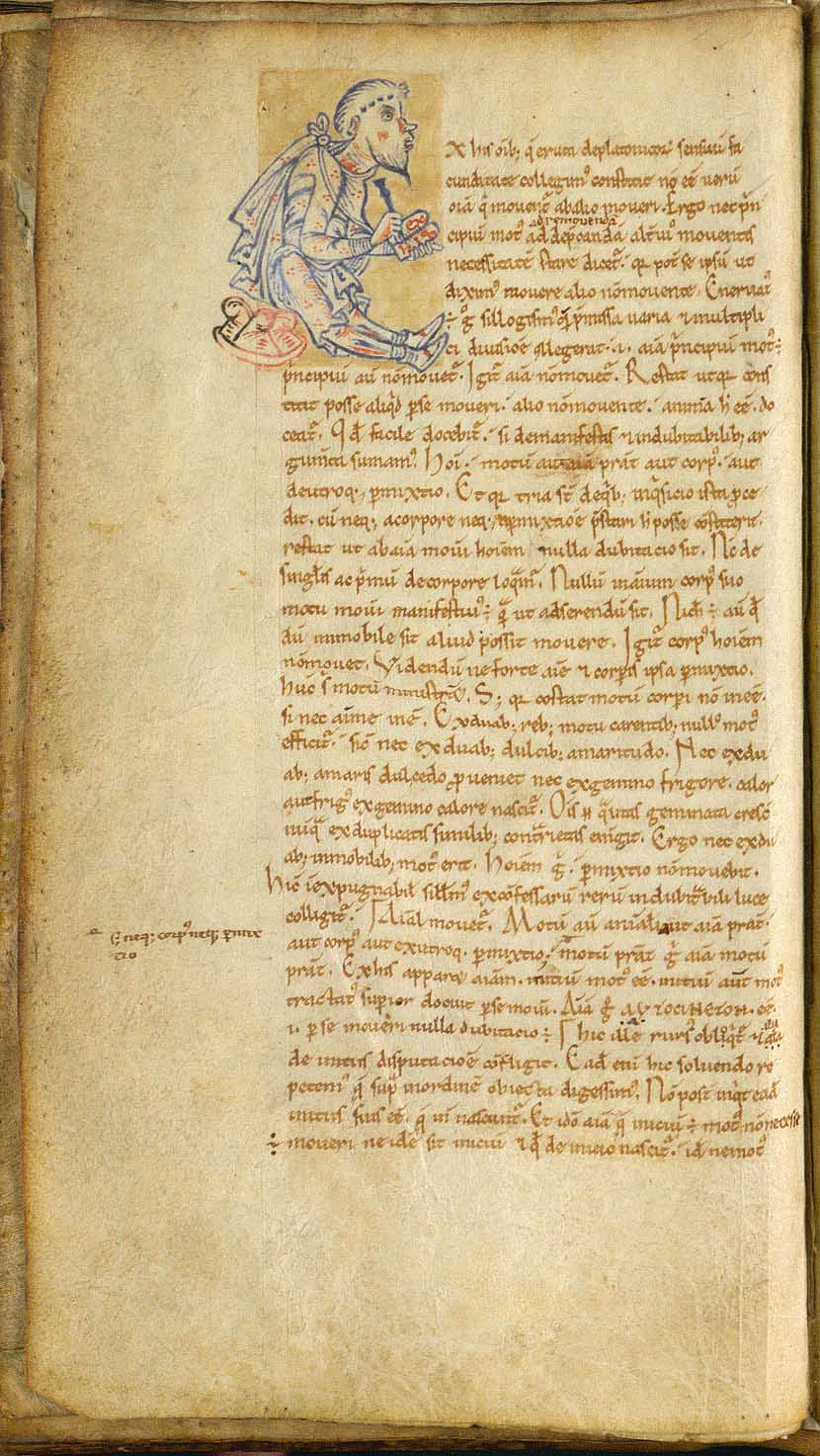
Page d'un manuscrit médiéval du Commentariorum in Somnium Scipionis de Macrobe, du XIIe siècle (conservé à Copenhague).

Du livre VI, une partie importante subsiste : le néoplatonicien Macrobe rédigea au début du Ve siècle un commentaire au Songe de Scipion, songe qui est la principale partie du livre VI. Le texte de son commentaire ne comportait que des extraits du Songe de Scipion, mais il fut généralement accompagné dans les manuscrits de la copie complète du Songe. À l'inverse des premiers livres du De Republica, l'ouvrage fut largement copié durant le Moyen Âge et de nombreux manuscrits ont subsisté jusqu'à notre époque.
Parmi ceux-ci, les plus anciens contenant le Songe de Scipion (codices somnii Scipionis) :
- Parisinus N.A.L. 454, du IXe siècle,
- Bruxellensis 10146, fin du IXe ou début du Xe siècle,
- Vaticanus Palatinus latinus 1341, du Xe siècle,
- Berolinensis Phillipps 1787, du Xe siècle.

## Contenu

### L’analyse des cités grecques
Aristote et son élève Dicéarque avaient identifié les composantes parfois antagonistes d’un gouvernement d’une cité : le peuple, masse susceptible d’agir sur les décisions, mais au hasard et sans ordre ; les grands, familles d’aristocrates disposant de ressources importantes, divisées en factions et s’opposant pour la domination ; les rois, issus des familles très anciennes ou parvenus au pouvoir par la force. L’exercice du pouvoir par une seule de ces composantes déterminait une des trois formes de constitutions pures, la démocratie, l’oligarchie, la monarchie.

### Livre I

#### Introduction, présentation des protagonistes
Dans une préface dont la première moitié manque, Cicéron s’adresse à un interlocuteur qui doit être son frère Quintus, probable dédicataire du traité, et souligne l’originalité de sa démarche, car il est le premier qui traite ce sujet en ayant une double expérience comme philosophe et comme homme d’État, ce qui le distingue des auteurs grecs précédents, purs philosophes comme Aristote et Platon, et ancre sa réflexion dans une vision concrète et historique.
Les analyses de Cicéron font donc référence à sa patrie, la République romaine. Il va placer ses dialogues vers 129 av. J.-C., moment où, selon lui, cette République quittait l’équilibre idéal qu’il va décrire, avant que, toujours selon lui, l'intervention des Gracques ne bouleverse l’harmonie républicaine.
Par un artifice rédactionnel, Cicéron rapporte sa rencontre à Smyrne avec Publius Rutilius Rufus, qui aurait été dans sa jeunesse le témoin d’une conversation réunissant les protagonistes (De Republica, I, VIII, 13). Il met ainsi en scène Scipion Émilien, peu de temps avant sa mort, et ses amis. Quatre interlocuteurs sont de la même génération que Scipion : Lucius Furius Philus, Laelius, son meilleur ami, Spurius Mummius, Manius Manilius, qui commença la troisième guerre punique ; quatre autres sont de la génération suivante, selon un procédé classique chez Cicéron de transmission de l'expérience des ainés aux plus jeunes : Publius Rutilius Rufus, Mucius Scævola et Fannius, tous deux gendres de Laelius, Quintus Aelius Tubero, neveu de Scipion Émilien. Le groupe constitué par Cicéron compte neuf personnes, un record de figuration pour ses traités ; il se compose de notables issus des grandes familles romaines, qui se sont illustrés dans les guerres de conquête tout en étant des hommes cultivés épris de culture grecque. Scipion Émilien est l'auteur de la destruction de Carthage et le témoin de l'évolution d'une cité jusqu'à son anéantissement complet. Il est le personnage principal, Laelius le prie d’exposer quelle est à son avis la meilleure forme de gouvernement, car il a discuté des questions politiques avec les grecs Polybe et Panetius de Rhodes (De Republica, I, XX-XXI).

#### Définitions
Avant d’examiner les questions du gouvernement d’une communauté, Scipion, en fait Cicéron, commence par la définition de communauté dans son contexte romain, la notion de populus (en latin, le peuple) : « un populus n’est pas n’importe quel rassemblement d’êtres humains réunis d’une manière quelconque, mais le rassemblement d’une pluralité d’êtres associés par un consentement sur les droits et l’association de leurs intérêts » (De Republica, I, XXV). Cette définition est plus large que celle d’Aristote qui se limitait à une communauté d’intérêts (« une cité est une foule qui se suffit à elle-même »). Elle se distingue aussi de la définition des stoïciens, qui avaient complété Aristote en ajoutant « une foule régie par la Loi », cette Loi étant la manifestation de la Raison, définition idéale mais théorique puisque les lois d’une cité réelle donnée ne sont pas toutes le produit de la Raison. La formulation de Cicéron ne se rapporte pas à l’idée de Loi, mais à celle du droit au sens large, le ius romain, ensemble de coutumes et d’usages sociaux, pratiques vécues et antérieures à une rationalisation, ultérieurement traduites en lois communes et pragmatiques.
La communauté ainsi formée a besoin pour se maintenir d’être gouvernée par une autorité, soit un homme seul, le roi, ou un petit nombre d’hommes choisis, les aristocrates, ou encore par la multitude. Chacun de ces régimes, la royauté, l’aristocratie, la démocratie, sans être parfait, est acceptable tant que les liens sociaux et l’intérêt commun sont maintenus. Le gouvernement par le peuple, quoique le moins favorable, reste tolérable tant que ne s’introduisent pas des injustices ou des convoitises pour des avantages personnels (De Republica, I, XXVI).

#### Analyse comparative des types de gouvernement
Ces régimes que l’on peut qualifier de purs présentent néanmoins des défauts intrinsèques : la monarchie, même sous un roi juste et sage, prive les citoyens de toute participation aux choix politiques, ce qui entraîne un mécontentement chronique ; un gouvernement aristocratique comme celui de Massalia réduit le reste du peuple à la passivité ; enfin la démocratie intégrale ne respecte plus les hiérarchies, comme dans l’ancienne Athènes qui abolit l’autorité de l'Aréopage. Dans chaque cas, des frustrations se développent (De Republica, I, XXVII). Ces régimes peuvent connaître des dérives : la monarchie se change alors en tyrannie, l’aristocratie donne lieu aux luttes de factions, la démocratie tourne à l’absence de toute règle. Ces mauvais régimes entrainent un cycle de révolutions qui peut être fatal pour la cité, tandis que l'affaiblissement causé par la discorde intérieure l’expose à ses ennemis.
Chaque régime est ensuite évalué pour ses avantages : la monarchie offre la nécessaire unité du commandement ; l’aristocratie donne à la cité des personnages compétents possédant richesse, sagesse, expérience et lucidité, qui apportent leurs conseils à l’État ; la démocratie qui accorde au peuple le pouvoir de décider les lois, les alliances, la guerre et la paix, de contrôler les tribunaux, est le régime le plus stable car chacun a le sentiment d’être libre et de ne dépendre que de lui-même. Tant que l’intérêt de tous coïncide avec l’intérêt de chacun, la concorde est établie et durable ; Scipion conclut que la meilleure sorte de gouvernement est une combinaison de ces trois régimes, chacun tempérant les deux autres formes (De Republica, I, XXIX et XXXV).

### Livre II
Après avoir montré au livre I la supériorité d'un régime mixte, Cicéron montre que Rome s'est dotée d'un tel régime, avec un équilibre entre les trois types de gouvernement, qui rend moins facile les dérives qui se produisent lorsqu'on s'affranchit des contraintes des lois.
Cicéron inscrit le livre II dans une analyse historique, et non comme les philosophes grecs, dans une définition de cité idéale, ce qui fait l’originalité de son texte. Sa république n’est pas celle « dépeinte par l'éloquence de Platon, et conçue dans les promenades philosophiques de Socrate », mais celle d’un État bien réel, la cité de Romulus, Rome (De Republica, II, XXIX). Cicéron se réfère à des historiens antérieurs à Denys d'Halicarnasse et Tite-Live qui n’avaient pas encore écrit leurs Histoires, ouvrages les plus complets que nous possédons pour cette période. Il indique se fier à Polybe comme source pour la durée de règnes des rois, un sujet d’incertitude (De Republica, II, XIV, à propos de Numa).
Scipion Émilien retrace l'historique des institutions de Rome, depuis sa fondation qu'il place en 750 jusqu'à la période des decemvirs, trois siècles plus tard. Il souligne que, tandis que les cités grecques ont été organisées selon des règles définies par un seul homme, Lycurgue à Sparte, Dracon puis Solon à Athènes, l'État romain s'est constitué progressivement au fil des siècles, avec à chaque étape l’intervention d’un législateur exceptionnel : Romulus sut choisir pour fonder Rome un emplacement judicieux, hors de l’influence maritime corruptrice (De Republica, II, III-VI). Il instaura le Sénat et les premières institutions religieuses, dont les auspices (De Republica, II, IX). Cicéron insiste sur la prise d’auspices, dont le rite a été dévoyé à plusieurs reprises à son époque. Puis Numa Pompilius établit une période idéale de paix, de respect du divin et de douceur. Il organisa les rites religieux, développa les valeurs morales, dont la justice et la fidélité aux engagements, la Fides romaine. Et pour Cicéron, cette première croissance n’est due qu’aux qualités naturelles du peuple romain : il récuse l’idée répandue que Numa ait été un disciple de Pythagore et qu'il ait pu s'en inspirer pour l'organisation de Rome.
Ses successeurs, Tullus Hostilius et Ancus Martius, sont évoqués en termes élogieux mais une lacune de plusieurs pages n’en laisse que de brèves indications (De Republica, II, XVII-XVIII). Servius Tullius achève la mise en place d’un régime mixte en organisant l’expression du peuple par sa répartition des citoyens en centuries selon leur richesse. Ce passage procure aux historiens certaines données importantes telles la répartition de centuries dans les comices centuriates. Scipion/Cicéron note l’avantage de cette répartition inégalitaire dans le vote de l’assemblée des comices centuriates, qui ne prive personne du droit de vote, mais privilégie l’expression des plus riches, ceux qui sont le plus intéressés à la prospérité de la cité (De Republica, II, XXII, 39-40).
Après ce règne, les institutions romaines réunissent un roi, un sénat et le peuple et sont donc selon un gouvernement mixte, mais la forme idéale de gouvernement n’est pas atteinte : tel qu'il est en place, ce régime garde une dominante monarchique avec un roi perpétuel, et peut être ruiné par un mauvais roi. Scipion souligne que Carthage et Sparte ont eu ce type d’organisation mixte, sans pour cela connaître le succès de Rome, qui seule a su combiner les trois pouvoirs de façon « tempérée » (De Republica, II, XXIII, 41-43). Si le régime monarchique est le meilleur, il est instable car un tyran suffit à sa perte, tel Tarquin le Superbe, qu'il fut légitime de renverser. Seul un homme de bien, qui se comporte en tuteur et en fondé de pouvoir de l'État, sauvegardant l'intérêt et l'honneur des citoyens, mérite d'être le pilote de la cité (De Republica, II, XXIX, 51).
Après de très importantes lacunes, estimées à douze et seize pages, Scipion/Cicéron décrit avec l’instauration de la République le nouvel équilibre des pouvoirs qui remplace le régime à dominante monarchique : les consuls ont un pouvoir à caractère royal mais partagé et limité dans le temps, le peuple n’intervient que pour un petit nombre de décisions, qui ne sont valables que si elles sont ensuite approuvées par les sénateurs. La dictature qui ressemble au pouvoir royal, conserve la domination des premiers citoyens. L’instauration des tribuns de la plèbe crée un contre-pouvoir en faveur du peuple face aux magistrats et au Sénat (De Republica, II, XXXII, 56 – XXXIV-59). L’épisode des decemvirs montre la dérive tyrannique que peuvent instaurer des magistrats pour lesquels aucun tribun de la plèbe ou magistrat adjoint ne peut opposer de limitation (De Republica, II, XXXVI, 61 – XXXVII-63).
Les nombreuses lacunes rendent peu cohérente la fin du livre II. Scipion annonce qu'il va décrire l’homme d’État apte à diriger la cité (De Republica II, XL-67-XLII-69). Après une importante lacune, ce que l’on possède du livre II s’achève par un paragraphe et trois fragments sur la nécessité de la justice pour gouverner (De Republica II, XLIII-67-XLIV-70).

### Livre III
Le livre III présente de nombreuses et très importantes lacunes. Dans ce que nous possédons, Cicéron résume l’évolution humaine à partir de son état de nature, qui culmine par l’apparition des grands hommes comme Scipion, Laelius et Philus. Ceux-ci réunissent la tradition ancestrale romaine et la science de Socrate, c’est-à-dire possèdent une culture philosophique (De Republica III, I, 3 à IV, 7). Ils exercent sur la société un rôle de modèle, et sont motivés par un désir légitime de gloire au service de l’État.
Les protagonistes débattent des fondements de la justice et du droit. La question de la préférence du bien public sur l'intérêt particulier est discutée par Philus, qui reprend les arguments du philosophe Carnéade sur la justice formulés lors de son ambassade à Rome en 155 av. J.-C.. Philus montre que la justice n'a pas sa source ni dans la nature ni dans la volonté humaine, mais dans la faiblesse humaine « S'il faut choisir en trois situations, soit commettre l'injustice sans la subir, soit de commettre et subir l'injustice, soit ne faire ni l'un, ni l'autre, la meilleure des trois est de commettre l'injustice, si possible impunément, la plus pitoyable est de toujours être en conflit, tantôt commettant tantôt subissant des injustices » (De Republica, III, XII, 20). Selon Philus, la justice consiste à se conformer aux lois, et à rendre à chacun ce qui lui est dû. La justice se définit comme un comportement vis-à-vis des autres, sans fondement naturel. Philus ne voit dans les lois qu'un caractère conventionnel, car on constate leur variabilité d'une communauté à l'autre : « si le droit était naturel, le juste et l'injuste seraient le même pour tous » (De Republica, III, VIII, 13).
Laelius assure la réponse contre Philus, avec l'approbation de Scipion, mais une grande partie de son argumentation a disparu et est difficile à établir. Il affirme le caractère naturel de la justice et du droit, lié à la nature humaine.

### Livres IV et V
Ni les quelques fragments déchiffrés par Mai, ni les phrases éparses cités par Nonius Marcellus et Servius ne permettent d’en percevoir le contenu. Des citations orientées de Lactance et d’Augustin d'Hippone suggèrent des thèmes relatifs aux mœurs dans le livre IV, aux règles de gouvernement et aux devoirs de l'homme politique dans le livre V.
Avec prudence, compte tenu de l’état fort endommagé des livres IV et V, Bernard Besnier suppose que ces deux livres traitaient de la formation des jeunes citoyens afin d’en faire des hommes aptes à gouverner la cité, selon les exemples et les principes présentés au livre précédent. Cette éducation, initiée essentiellement par la tradition familiale et contrôlée par une orientation stricte des arts comme la musique et les spectacles, se complète d’apprentissages spécifiques tels que le droit et l’éloquence, destinés à ceux qui sont appelés à prendre une part plus active à la défense du bien commun.
Dans une lettre à Atticus écrit en février 49, Cicéron cite les devoirs de l’homme d’Etat indiqués au livre V « celui qui préside aux destinées de la République doit avoir pour but le bonheur de ses concitoyens. Qu'il travaille constamment à donner à l'État puissance, richesse, attitude glorieuse, sans s'écarter des voies de l'honneur et de la vertu », et observe avec amertume que Pompée en fuyant César s’y est complètement dérobé.
On retrouve l’évocation de l'homme de gouvernement idéal, que Cicéron appelle selon les passages princeps (« premier citoyen ») ou tutor et procurator rei publicae (« tuteur et fondé de pouvoir de la République ») (De Republica, II, 51), ou avec d'autres noms (moderator).

### Livre VI
Cicéron achève le De Republica de façon analogue à la République de Platon, dont le dernier livre narrait le mythe d'Er le Pamphylien, vision du monde d’outre-tombe et du processus de réincarnation. Scipion Émilien raconte le songe qu’il avait fait vingt ans plus tôt, durant la première campagne de la troisième guerre punique. Il était alors un jeune officier, en mission chez le roi numide Massinissa, allié des Romains. La formule rédactionnelle retenue par Cicéron d’un songe et de visions oniriques parut bien plus vraisemblable que le récit de Platon, qui fait revenir à vie un personnage mort et passé dans l’au-delà. Ce long passage dans lequel les auteurs chrétiens retrouvaient des résonances chrétiennes avant l’heure a été copié et commenté au Ve siècle par Macrobe, ce qui a assuré sa conservation sous l’appellation du Songe de Scipion et sa transmission au cours du Moyen Âge, tandis que le reste du traité se perdait.
Dans son rêve, Scipion Émilien se voit transporté dans le monde de l’au-delà. Il y rencontre son père Paullus et son grand-père adoptif, Scipion l'Africain, qui lui prédisent sa victoire sur Carthage, la destruction de cette ville et la célébration de son triomphe (De Republica, VI, XI,11). Scipion l'Africain lui annonce qu’alors l’État connaitra des troubles causés par son petit-fils (Tiberius Gracchus, non nommé), et que lui-seul pourra résoudre cette crise en prenant la tutelle de l’État avec la qualité de dictateur (De Republica, VI, XII,12). Cicéron place donc le salut de la cité en danger dans les mains d’un seul homme, vers lequel se tourne le Sénat et les bons citoyens, et qui doit intervenir en dehors du fonctionnement régulier des institutions. Mais historiquement, Scipion Émilien décéda subitement dans des circonstances mal éclaircies et n'exerça pas la dictature annoncée dans ce songe. Cicéron laisse entendre que, malgré l'excellence de ses institutions et la qualité de ses grands hommes, les conditions de survie de l'État romain ne sont donc pas garanties. Seul l'individu peut espérer une forme de survie.
Scipion l'Africain explique ensuite qu’il est des récompenses plus grandes et plus durables que la gloire passagère du triomphe, et qu'il est dans le ciel une place assurée et fixée d'avance pour ceux qui auront sauvé, défendu, agrandi leur patrie, et qu'ils doivent y jouir d'une éternité de bonheur.

### Le palimpseste
Vat.lat.5757 | Vatican Palimpsests - Thematic Pathways on the Web (vatlib.it) : https://spotlight.vatlib.it/palimpsests/about/vat-lat-5757-inf 

### Traductions
- Œuvres complètes de Cicéron, tome IV. De la République, trad. A. Lorquet, sous la direction de M. Nisard, 1864, Paris, lire en ligne
- De la République, trad. Villemain, 1878, Paris, lire en ligne.
- Cicéron, De la République ; Des Lois, traduction, notices et notes par Charles Appuhn, 1965, Garnier Flammarion
- (la + fr) Cicéron (trad. Esther Breguet), La République, Tome 1, livre I, Les Belles Lettres, coll. « Collection des Universités de France », 1980, 334 p. (ISBN 2-251-01078-5)
- (la + fr) Cicéron (trad. du latin par Esther Breguet), La République, Tome 2, livres II-VI, Paris, Les Belles Lettres, coll. « Collection des Universités de France », 1989, 277 p. (ISBN 2-251-01314-8)

2e tirage revu, corrigé et complété d'un appendice bibliographique par Guy Achard
- Cicéron (trad. du latin par Esther Breguet, préf. Bernard Besnier), La République, suivi de Le Destin, Paris, Gallimard, 1994, 260 p. (ISBN 2-07-074013-7)

- (la + de) M. Tullius Cicero et Karl Büchner, De re publica. Kommentar von Karl Büchner, Carl Winter, 1984, 546 p. (ISBN 3-533-03032-6, SUDOC 007731817).

Martin Van den Bruwaene, « Compte-rendu de lecture de l'ouvrage de Karl Büchner ci-dessus », L'antiquité classique, t. 55,‎ 1986, p. 439-440 (lire en ligne).

### Ouvrages généraux
- Philippe Muller, Cicéron : un philosophe pour notre temps, Lausanne, L'Âge d'homme, 1990, 316 p. (ISBN 2-8251-0033-1, présentation en ligne)
- Pierre Grimal, Cicéron, Fayard, 1986 (ISBN 978-2-213-01786-0)

### Articles
- Alfred Ernout, « Cicéron et le De Republica », Comptes-rendus des séances de l'Académie des Inscriptions et Belles-Lettres, 82e année, no 6,‎ 1938, p. 478-486 (lire en ligne)
- Jean-Louis Ferrary, « Le discours de Laelius dans le troisième livre du De re publica de Cicéron », Mélanges de l'Ecole française de Rome, vol. Antiquité T. 86, no 2,‎ 1974, p. 745-771 (lire en ligne)
- Pierre Grimal, « Du De republica au De clementia », Mélanges de l’Ecole française de Rome. Antiquité, T. 91, no 2,‎ 1979, p. 671-691 (lire en ligne)
- René Pichon, « Les sources du « De Republica » », Journal des savants, vol. 14, no 11,‎ 1916, p. 495-508 (lire en ligne)
- Viktor Pöschl, « Quelques principes fondamentaux de la politique de Cicéron », Comptes-rendus des séances de l'Académie des Inscriptions et Belles-Lettres, 131e année, no 2,‎ 1987, p. 340-350 (lire en ligne)